# جيمي كوب
جيمي كوب (بالإنجليزية: Jimmy Cobb)‏ هو عازف جاز وطبال أمريكي، ولد في 20 يناير 1929 في واشنطن العاصمة في الولايات المتحدة.

## وصلات خارجية
- الموقع الرسمي
- جيمي كوب على موقع IMDb (الإنجليزية)
- جيمي كوب على موقع ميوزك برينز (الإنجليزية)
- جيمي كوب على موقع أول ميوزيك (الإنجليزية)
- جيمي كوب على موقع ديسكوغز (الإنجليزية)
- جيمي كوب على موقع قاعدة بيانات الفيلم (الإنجليزية)